# Thora Bjorg Helga
Thora Bjorg Helga (Reykjavík, 16 d'abril de 1989) és una actriu islandesa. És coneguda per haver protagonitzat la pel·lícula Metalhead del director islandès Ragnar Bragason. Helga va guanyar el Premi Edda 2014 a la Millor actriu pel seu paper en aquesta pel·lícula que es va estrenar al Festival Internacional de Cinema de Toronto el setembre de 2013. També va protagonitzar la pel·lícula de Baltasar Kormákur, Djúpið, el 2013.
Per la seva interpretació a Metalhead, Helga va obtenir l'aclamació unànime de la crítica. The New York Times va qualificar de «notable» la seva interpretació d'una jove afligida a Islàndia. The Village Voice va considerar que Helga «manava en el paper principal de la pena, clavant no només les postures de poder i altres afectacions del personatge, sinó el dolor impregnant».

## Filmografia
- Fångar (2017) com Linda
- Patient Seven (2016) com Flickvän
- Autumn Lights (2016) com Eva[4]
- Brave Men 's Blood (2014) com Ragna
- Metalhead (2013) com Hera
- Djúpið (2012) com Halla